# Antichristian Phenomenon
Antichristian Phenomenon è il secondo EP della band blackened death metal polacca Behemoth. Le prime 5 tracce sono state registrate nei mesi di luglio e agosto del 2000 agli Hendrix Studios, in Polonia, durante le sessioni di registrazione di Thelema.6. Day Of Suffering è stata registrata nel novembre 2000, sempre agli Hendrix Studios, mentre Carnage è stata registrata nell'Aprile del 1999 agli Starcraft Stimulation Studios.
È stata pubblicata anche un'edizione limitata (1000 copie) in occasione del tour europeo Act of Rebellion.
L'EP contiene anche una traccia multimediale, un video live di Christians To The Lions, brano tratto dall'album Thelema.6. Il video è stato realizzato al Proxima Club di Varsavia, Polonia il 15 giugno 2001.

## Tracce
1. Antichristian Phenomenon – 4:32
2. Malice – 2:17
3. From The Pagan Vastlands 2000 – 2:54
4. Sathanas (Sarcófago cover) – 2:05
5. Hello Spaceboy (David Bowie cover) – 3:26
6. Day Of Suffering (Morbid Angel cover) – 2:14
7. Carnage (Mayhem cover) – 4:03

## Formazione
- Nergal - chitarra, voce
- Havok - chitarra
- Novy - basso
- L.Kaos - basso nella traccia Carnage
- Inferno - batteria e percussioni